# یام (فاروج)
یام روستایی در دهستان حصار بخش خبوشان شهرستان فاروج استان خراسان شمالی ایران است.
مهندس اسماعیل فکوری فرزند احمد ، از مفاخر روستا هستند.

## جمعیت
بر پایه سرشماری عمومی نفوس و مسکن در سال ۱۳۹۵ جمعیت این مکان ۱٬۳۲۸ نفر (۴۵۲خانوار) بوده‌است.